# Рубцовск (аэродром)
Рубцовск — недействующий аэродром на территории Рубцовского района Алтайского края.

## История
Первоначально аэродром в Рубцовске был открыт в 1947 году. Он находился на левом берегу реки Алей и был ведомственным, принадлежал Алтайскому тракторному заводу. На аэродроме в то время базировались два самолета Ли-2 и По-2.
В 1955 году аэродром был передан Барнаульскому государственному авиапредприятию. В 70-х годах из Рубцовска самолеты летали в Новосибирск, Барнаул, Семипалатинск, Алма-Ату, Волчиху, Краснощёково.
В начале 1980-х годов в Рубцовске базировались Л-410.
До 1986 года аэропорт не располагал пассажирским терминалом. Использовали аэровокзал в центре г. Рубцовска, по пр. Ленина, 57, где пассажиры проходили регистрацию, сдавали багаж и следовали на посадку в специальный автобус, который доставлял их на аэродром, к самолёту.
В 1986 году был открыт терминал к северо-западу от города, в районе населённого пункта Приозёрный (более известный как деревня Ракиты — по одноименному озеру, на северном берегу которого расположена), со взлётно-посадочной полосой длиной 1600 метров. Из аэропорта выполнялись регулярные рейсы в Новосибирск, Барнаул, Кемерово, Омск, Павлодар, Алма-Ату, Семипалатинск, Ташкент, некоторые райцентры Алтайского края. Инфраструктура аэропорта позволяла принимать и обслуживать воздушные суда Як-40, Ан-24, Ан-26, Л-410 и вертолёты всех типов. Имелся перрон с четырьмя стоянками, заправочный комплекс, КДП.
С переходом к рыночной экономике в 1990-х годах полёты были прекращены, а в начале 2000-х аэропорт признали банкротом. Здание и постройки демонтированы либо разрушены. Тем не менее взлётно-посадочная полоса находится в удовлетворительном состоянии, в 2012 году на неё совершал посадку Л-410.